# Erwin Tintner
Erwin Tintner (geb. 26. Dezember 1885; gest. 15. November 1957 in Wien) war ein österreichischer Grafiker, Kinderbuchillustrator und Comiczeichner.
In den 1920er Jahren zeichnete er Comics für die Kinderzeitschrift Schmetterling. Für den Rikola Verlag gestaltete er Buchumschläge, z. B. für Gustav Meyrinks Reihe Romane und Bücher der Magie, und illustrierte Kinderbücher, darunter Hauffs Märchen (1922; Eine Auswahl 1923.) sowie Franz Karl Ginzkeys Hatschi Bratschis Luftballon (1922) und Florians wundersame Reise über die Tapete (1930).
Tintner arbeitete als Assistent in Joseph Binders Grafikatelier in Wien, das von 1924 bis 1938 bestand.